# آبشار میدل کئوری کاسکید
آبشار میدل کئوری کاسکید (به انگلیسی: Middle Quarry Cascade) آبشاری است که در همیلتون (انتاریو)، کانادا واقع شده و ارتفاع کلی ریزشگاه آن ۶ متر (۲۰ فوت) است.